# Directive concernant la gestion de la qualité des eaux de baignade
Une première Directive de l'Union européenne (76/160/CEE) souvent dite « Directive baignade » a été votée en 1976 (l'un des premiers actes législatifs de l'UE). Elle imposait 19 paramètres à surveiller : physiques, chimiques, microbiologiques et esthétiques (turbidité, présence de mousse.. donnant plus ou moins envie de se baigner).
30 ans après, une nouvelle directive sur la gestion de la qualité des eaux de baignade lui succède et complète la Directive cadre sur l’eau. Cette révision a été justifiée par : 
- les lacunes de l'ancienne directive qui ne prenait en compte qu'un nombre très limité d'indicateurs et de paramètres de qualité de l'eau (les paramètres étaient essentiellement bactériologique et oubliaient les métaux lourds, divers polluants majeurs dont radioactifs),
- l’amélioration de la connaissance technique et scientifique (épidémiologie, éco-épidémiologie, veille sanitaire, gestion) et moyens de surveillance,
- mise en cohérence avec la Directive cadre sur l’eau de 2000 et avec les directives sur l’accès du public à l’information en matière d’environnement (Cf. Convention d’Aarhus).

La nouvelle directive oblige les états-membres à préserver, protéger et le cas échéant améliorer la santé humaine, et la qualité de l’environnement aquatique, avec comme objectif des eaux de baignade ayant toutes en 2015 atteint au moins une qualité « suffisante ». 
Les états membres ont un délai de 2 ans pour sa mise en œuvre. 
Un rapport de mise en œuvre en 2008, sera présenté par la Commission européenne avant l’abrogation de l’ancienne directive en 2014.

## La nouvelle directive
Après de nombreux amendements apportés durant quatre ans de débats entre la commission, les états, divers experts, le conseil économique et social européen, le conseil des ministres ou le parlement, le directive révisée (2006/7/CE) a été publiée au « journal officiel de l’Union européenne » (JOUE) du 4 mars 2006, après adoption conjointe par le Parlement européen et le Conseil le 15 février 2006.
Elle impose qu'avant 2010 de nouveaux principes d’interprétation soient mis en œuvre pour classer chaque plage, reposant sur de nouvelles normes et méthodes d’évaluations, ainsi que sur l’élaboration de profils de plage décrivant plus largement et plus précisément les caractéristiques des eaux de baignade (à établir au plus tard pour 2011), ils devront notamment recenser les sources de pollution (ex : d'origine terrigène (égouts, ruissellement) ou venant de la mer (déchets en mer, munitions immergées, dystrophisation, zones mortes, etc). Le 1er classement de ce type sera calculé sur la base de 4 ans consécutifs de contrôles effectués en application des nouvelles valeurs seuils au plus tard à la fin de la saison 2015. Comme pour la DCE, l'objectif est fixé à 2015. Il faudra que toutes les eaux de baignade soient au moins classées en « qualité suffisante » en fin de saison 2015.
Le profil de risque ou de vulnérabilité sera établi par plage et pour tout le littoral européen (caractéristiques des eaux de baignade, sources de pollution avérées et potentielles), 

 elle abrogera la Directive 76/160/CEE (du 8 décembre 1975).

 Elle est prévue pour une application entière à l’horizon 2015 (pour le classement)

 Elle s’appuie sur de nouveaux principes d’interprétation, de nouvelles normes  et seuils de qualité, 
de nouvelles évaluations de la qualité sanitaire des eaux de baignade, de nouveaux modes gestion des plages.
Certains pays dont la France ont demandé qu’elle ne soit pas étendues aux activités de loisirs nautiques autres que la baignade, mais aussi qu’on y ajoute une rubrique qualité moyenne (dénommée « suffisante »), comme c’est le cas en France déjà pour qualifier des eaux qui ne sont polluées que de manière occasionnelle.
La nouvelle directive ne conserve que deux paramètres microbiologiques, jugés indicateurs d’une contamination fécale (entérocoques fécaux et Escherichia coli) dont les valeurs-seuil sont celles proposées par l’OMS.
Elle sera moins contraignantes que l'ancienne concernant la valeur-guide pour Escherichia coli (jusqu'à 250 germes/100ml seront tolérés contre 100 germes/100ml aujourd'hui) ; mais le seuil à impérativement ne pas dépasser sera plus bas (passant de 2000 à 500 germes/100ml). La valeur guide (100 germes/100ml) ne change pas pour les entérocoques mais un seuil à impérativement ne pas dépassé est créé (200 germes/100ml). La valeur Coliformes totaux ne sera plus recherchée.

Les échantillons seront prélevés, transportés et stockés sous un système d’assurance qualité.
La classification tient aussi compte d'une tendance sur quatre ans (pour une moindre sensibilité aux aléas climatiques ou à une pollution accidentelle). La méthode statistique utilisée va changer (percentile 95 et 90) et une classification en 4 classes à l’appellation modifiée sera mise en œuvre.

La gestion du risque pour la santé est introduite, via la publication d’un « profil des eaux de baignade » pour chaque site.

Il faudra justifier publiquement les fermetures de baignade, via des affiches sur site, et via l'Internet. Et la directive demande une meilleure implication dans la gestion des baignades (Investigations – Suivi en amont des sources de contamination, avec si nécessaire une gestion active des problèmes sanitaires liés à la baignade.

### Le profil de baignade
Principale innovation de la seconde directive, il doit :
- décrire les caractéristiques physiques, géographiques et hydrographiques de la zone de baignade ;
- localiser le point de mesure (dont le positionnement doit être pertinent au regard des risques de pollution) ;
- identifier et évaluer les causes de pollution des eaux de baignade ;
- évaluer le risque de prolifération des cyanobactéries ;
- évaluer les risques de prolifération de phytoplancton et d'algues.

En cas de risque d’épisode de pollution de courte durée, ce risque doit être évalué sur la base des causes possibles de pollution ; le profil de baignade stipulera :
- la nature, l’occurrence et la durée de ces épisodes ;
- une description détaillée des causes de cette pollution et les mesures de gestion à mettre en œuvre (avec calendrier des opérations) pour éliminer cette pollution ;
- les mesures de gestion prises lors de pollution ponctuelles dans le temps.

Ces profils de baignade seront actualisés périodiquement (selon la classe de qualité de la plage) :

## Calendrier d'application de la nouvelle directive
- Les États membres doivent la traduire dans leur droit avant le 24 mars 2008.
- Les profils des eaux de baignade doivent être terminés pour leur première édition le 24 mars 2011 au plus tard.
- Les états membres devront appliquer la directive au 1er janvier 2015 dernier délai.
- Le premier classement devra être fait au plus tard à la fin de la saison balnéaire 2015.